# Kolędy Pod Budą
Kolędy – album krakowskiej grupy Pod Budą, zawierający polskie kolędy w ich wykonaniu.
Nagrań dokonano w studiu krakowskiej firmy wydawniczej Gamma w 1994. Jedna z kolęd to piosenkarski płytowy debiut
Mai Sikorowskiej. Siedem kolęd nagranych na tej płycie zostało wykonanych  w programie TV „Kolędy zespołu Pod Budą”. Recital ten został wyreżyserowany przez Łukasza Walczaka, a wyprodukowany przez Grzegorza Kupca i Piotra Trelę („Studio M”) dla programu 2 TVP w 1995. Program nagrano w kościele i muzeum Orawskiego Parku Etnograficznego w Zubrzycy Górnej.
Płyta CD została wydana w 1995 przez wydawnictwo Gamma (GCD 004)

## Muzycy
- Anna Treter – śpiew, instrumenty klawiszowe
- Maja Sikorowska – śpiew  („W Dzień Bożego Narodzenia”)
- Andrzej Sikorowski – śpiew, gitara akustyczna
- Marek Tomczyk – gitara elektryczna, gitara akustyczna
- Andrzej Żurek – gitara basowa

## Lista utworów
| 1.  | „Gdy się Chrystus rodzi”      | 3:10  |
|     |                               |       |
| 2.  | „Gdy śliczna Panna”           | 3:35  |
|     |                               |       |
| 3.  | „W Dzień Bożego Narodzenia”   | 3:10  |
|     |                               |       |
| 4.  | „W żłobie leży”               | 2:50  |
|     |                               |       |
| 5.  | „Bóg się rodzi”               | 2:40  |
|     |                               |       |
| 6.  | „Mizerna cicha”               | 2:55  |
|     |                               |       |
| 7.  | „Wśród nocnej ciszy”          | 3:40  |
|     |                               |       |
| 8.  | „Lulajże, Jezuniu”            | 3:05  |
|     |                               |       |
| 9.  | „Przybieżeli do Betlejem”     | 3:15  |
|     |                               |       |
| 10. | „Cicha noc”                   | 3:00  |
|     |                               |       |
| 11. | „Jezus malusieńki”            | 3:10  |
|     |                               |       |
| 12. | „Pójdźmy wszyscy do stajenki” | 2:05  |
|     |                               |       |
|     |                               | 36:35 |
|     |                               |       |